# 알버트 피기우스
알버트 피기우스(Albert Pighius, 추정 1490년 -1542년 12월 28일)는 네덜란드 오버레이설주(네덜란드어: Overijssel) 캄펀(네덜란드어: Kampen)에서 태어나고 위트레흐트에서 죽었다. 로마 카톨릭 신학자이자, 수학자이며 천문학자였다. 그러나 그는 로마 카톨릭 교회의 가르침과 일치하지 않은 것을 주장하였다. 원죄는 아담의 죄가 태어나는 모든 아이들에게 전가된다고 했다. 칭의론도 개신교와 일치했다. 이중 칭의론을 주장하였는데 반 루터란주의(Semi-Lutheranism)에서 강조하는 인간은 의롭다함을 얻는다고 한다. 그리스도의 의의 전가를 주장한 것이다.

## 참고 문헌
- Hubert Jedin, Studien über die Schriftstellertätigkeit Albert Pigges (Münster/Westf. 1931)
- Linsenmann, Albertus Pighius und sein theologischer Standpunkt in Theol. Quartalschrift, XLVIII (1866), 571-644;
- Ludwig von Pastor, Die kirchlichen Reunionsbestrebungen während der Regierung Karls V. (Freiburg im Br., 1879), 167 sq.;
- Dittrich, Gasparo Contarini (Braunsberg, 1885), 660-69;
- Hefele-Hergenröther, Conciliengesch., IX (Freiburg im Br., 1890), 936-38;
- Hefner, Die Entstehungsgesch. des Trienter Rechtfertigungsdecretes (Paderborn. 1909), 165 sq.
- G. Melles, Albertus Pighius en zijn strijd met Calvijn over het liberum arbitrium (Kampen, 1972)

His correspondence was published by Friedensburg, Beiträge sum Briefwechsel der kathol. Gelehrten Deutschlands im Reformationszeitalter in Zeitschrift für Kirchengesch., XXIII (1902), 110-55.
Attribution
- 본 문서에는 현재 퍼블릭 도메인에 속한 1913년 가톨릭 백과사전의 내용을 기초로 작성된 내용이 포함되어 있습니다.